# HBO 3
 (транскр.  Ејч-Би-Оу 3) је HBO Europe претплатнички телевизијски канал. Покренут је 13. априла 2007. године као HBO Comedy. Тренутни назив носи од 21. марта 2016. године. Емитује се у Мађарској, Пољској, Чешкој, Словачкој, Румунији, Бугарској, Хрватској, Словенији, Србији, Црној Гори, Босни и Херцеговини и Северној Македонији.